# Вейса (тауншип, Миннесота)
Вейса (англ. Vasa) — тауншип в округе Гудхью, Миннесота, США. На 2000 год его население составило 872 человека.

## География
По данным Бюро переписи населения США площадь тауншипа составляет 106,6 км², из которых 106,1 км² занимает суша, а 0,5 км² — вода (0,49 %).

## Демография
По данным переписи населения 2000 года здесь находились 872 человека, 293 домохозяйства и 239 семей.  Плотность населения —  8,2 чел./км².  На территории тауншипа расположено 310 построек со средней плотностью 2,9 построек на один квадратный километр. Расовый состав населения: 99,08 % белых, 0,11 % афроамериканцев, 0,23 % коренных американцев, 0,11 % — других рас США и 0,46 % приходится на две или более других рас. Испанцы или латиноамериканцы любой расы составляли 0,80 % от популяции тауншипа.
Из 293 домохозяйств в 42,0 % воспитывались дети до 18 лет, в 68,9 % проживали супружеские пары, в 5,8 % проживали незамужние женщины и в 18,1 % домохозяйств проживали несемейные люди. 13,0 % домохозяйств состояли из одного человека, при том 6,1 % из — одиноких пожилых людей старше 65 лет. Средний размер домохозяйства — 2,98, а семьи — 3,29 человека.
30,3 % населения младше 18 лет, 6,5 % в возрасте от 18 до 24 лет, 27,2 % от 25 до 44, 25,1 % от 45 до 64 и 10,9 % старше 65 лет. Средний возраст — 38 лет. На каждые 100 женщин приходилось 106,6 мужчин.  На каждые 100 женщин старше 18 приходилось 106,1 мужчин.
Средний годовой доход домохозяйства составлял 53 281 доллар, а средний годовой доход семьи —  56 688 долларов. Средний доход мужчин —  33 750  долларов, в то время как у женщин — 22 500. Доход на душу населения составил 23 629 долларов. За чертой бедности находились 3,0 % семей и 4,9 % всего населения тауншипа, из которых 4,6 % младше 18 и 8,1 % старше 65 лет.